# Podgórzyn (gmina)
Podgórzyn est une gmina rurale du powiat de Jelenia Góra, Basse-Silésie, dans le sud-ouest de la Pologne. Son siège est le village de Podgórzyn, qui se situe environ 9 km au sud-ouest de Jelenia Góra et 101 km à l'ouest de la capitale régionale Wrocław.
La gmina couvre une superficie de 82,47 km2 pour une population de 7 833 habitants.

## Géographie
La gmina est bordée par les villes de Jelenia Góra, Piechowice et Szklarska Poręba, et les gminy de Jeżów Sudecki, Lubomierz et Mirsk.
La gmina contient les villages de Borowice, Głębock, Marczyce, Miłków, Podgórzyn, Przesieka, Ściegny, Sosnówka, Staniszów et Zachełmie.